# Vilsundbroen
Vilsundbroen (deutsch Vilsundbrücke) ist eine dänische Brücke im Norden Jütlands, die über den Vilsund im Limfjord führt und die dänischen Inseln Mors und Vendsyssel-Thy miteinander verbindet. Über die zweispurige Straßenbrücke verläuft die Primærrute 26, eine Fernstraße zwischen Aarhus und Hanstholm, die dort von 3.200 Fahrzeugen täglich befahren wird (Stand 2009). Die 382,3 Meter lange Bogenbrücke wurde 1939 nach Plänen des Bauingenieurs und Professors Anker Engelund (1889–1961) fertiggestellt. In der Mitte der Klappbrücke steht dem Schiffsverkehr eine Durchfahrtsbreite von 30 Metern zur Verfügung.

## Geschichte
Die Forderung nach einer Brücke wuchs in den 1920er Jahren mit der Zunahme des Autoverkehrs, dem die Fährverbindung zwischen Vilsund (Thy) und Sundby (Mors) nicht mehr gerecht wurde. Für einen Entwurf von Engelund, der eine Brücke mit fünf Stahlbögen und einem Klappteil in der Mitte vorsah, beantragte der Amtsrat des Thisted Amtes staatliche Zuschüsse, die 1936 auch genehmigt wurden. Nach einer öffentlichen Ausschreibung im Mai 1937 begannen noch im selben Jahr die Bauarbeiten, und zwei Jahre später wurde das Bauwerk, dessen Kosten sich auf 3 Mio. Kronen beliefen, am 16. Juli 1939 vom Staatsminister Thorvald Stauning und dem dänischen König Christian X. offiziell eingeweiht. Obgleich in der Lokalbevölkerung von Mors Zufriedenheit über die Vilsundbroen herrschte, wurde die neue Brücke nur als „Hintereingang“ nach Mors gesehen. Ein „Vordereingang“, das heißt eine Brücke über den Sallingsund im Süden, die die Insel auch an das Festland anbindet, ließ mit der 1978 fertiggestellten Sallingsundbro fast 40 Jahre auf sich warten. Die Zunahme des allgemeinen und Schwerlastverkehrs in den 1960er und 1970er Jahren, die nach der Eröffnung der Sallingsundbro noch anwuchs, machten eine Renovierung und Verstärkung der Brücke erforderlich. Die notwendigen Arbeiten wurden von 1974 bis 1981 durchgeführt, in deren Verlauf auf der südlichen Seite ein kombinierter Fuß- und Radweg angebracht wurde.